# Tor Obrestad
Tor Obrestad (Hå, 12 febbraio 1938 – Nærbø, 25 gennaio 2020) è stato uno scrittore norvegese.
Scrisse poesie (da Vento, 1966 a Vischio, 1987) e romanzi, tra cui Marionette (1969), Sauda!Sciopero! (1972) e Uno di questi giorni dovrai dire addio (1981).
il 25 gennaio 2020 è morto a Nærbø.